# Hyposidra castaneorufa
Hyposidra castaneorufa är en fjärilsart som beskrevs av Rothschild 1915. Hyposidra castaneorufa ingår i släktet Hyposidra och familjen mätare. Inga underarter finns listade i Catalogue of Life.